# المبارك بن أحمد الدينوري
المبارك بن أبي الفتح أحمد بن أبي محمد الدينوري، محدث وفقيه بغدادي، ولد في بغداد ونشأ فيها، ويكنى بالبغدادي والشرطي سبط ابن السلال.
سمع الحديث النبوي من أبي البركات هبة الله بن محمد ابن البخاري، وسمع من أبي القاسم هبة الله ابن محمد بن الحصين، وسمع من أبي بكر محمد بن عبدالباقي، وغيرهم.

## وفاته
توفى المبارك بن أبي الفتح الدينوري سنة 586 هـ/ 1191م، ودفن في المقبرة الوردية ببغداد.